# 綿いっぱいの愛を!
『綿いっぱいの愛を!』（わたいっぱいのあいを!）は、特撮のシングル、及びアルバム。大槻ケンヂが手掛けている。大槻ケンヂによる同名エッセイ集も発行されている。

## 概要
- シングルは前作「パティー・サワディー」より約2年6か月ぶりのシングルリリース。前作まで徳間ジャパンコミュニケーションズよりリリースを行なっていたが、今作よりPRHYTHMからリリースを行なっている。アルバムは前作『夏盤』より約1年後のリリース。
- シングルのジャケットはレッド・ツェッペリンのアルバム『レッド・ツェッペリン II』のパロディになっている。
- シングル及びアルバムの表題曲でもある「綿いっぱいの愛を!」は、アニメ「さよなら絶望先生」のユニットである大槻ケンヂと絶望少女達のアルバム『かくれんぼか鬼ごっこよ』に、"絶望少女版"として収録されている。
- 廃盤により長らく入手困難となっていたが、ボーナストラックを1曲追加収録したリマスターHQCD再発盤が2017年6月28日に徳間ジャパンコミュニケーションズから発売された[1]。

## 収録曲
全作詞：大槻ケンヂ、編曲：特撮

### シングル
1. 綿いっぱいの愛を! [4:19]
作曲：NARASAKI
2. デス市長伝説（当選編!） [2:58]
作曲：大槻ケンヂ
アルバム『Agitator』の初回限定盤収録曲「デス市長」の新録。
3. 綿いっぱいの愛を! [radio edit]
4. デス市長伝説 [sadesper record remis]

### アルバム
1. 地獄があふれて僕らが歩く [3:25]
作曲：高橋竜
2. 綿いっぱいの愛を! [4:20]
作曲：NARASAKI
3. 僕らのロマン飛行 [4:21]
作曲：NARASAKI
4. ダンシングベイビーズ [3:22]
作曲：ARIMATSU
5. 死人の海をただよう [6:13]
作曲：NARASAKI
6. 江ノ島オーケン物語 [3:27]
作曲：大槻ケンヂ
7. 回転人生テクレ君 [2:39]
作曲：大槻ケンヂ
ピアノのリフには、『8時だョ!全員集合』のBGM『盆回り』（作曲：たかしまあきひこ）が引用されており、大槻が台詞で「次いってみよー!」と言っているなど、ザ・ドリフターズへのオマージュが見受けられる。
8. デス市長伝説（当選編!） [2:57]
作曲：大槻ケンヂ
9. さらばマトリョーシカ [3:56]
作曲：三柴理
10. 世界中のロックバンドが今夜も… [2:42]
作曲：TOKUSATSU
11. オーケン刑事 [3:30]
作曲：特撮
再発盤にのみ収録されたボーナス・トラック。

## エッセイ集
『綿いっぱいの愛を!』（わたいっぱいのあいを!）は、大槻ケンヂのエッセイ集。2005年4月にぴあより単行本が発行され、2009年5月に角川文庫にて文庫化されて発行された。
文庫版（ISBN 978-4-04-184719-0）